# Karamay Airport
Karamay Airport (kinesiska: 克拉玛依机场) är en flygplats i Kina. Den ligger i den autonoma regionen Xinjiang, i den nordvästra delen av landet, omkring 290 kilometer nordväst om regionhuvudstaden Ürümqi. Karamay Airport ligger 414 meter över havet.
Runt Karamay Airport är det ganska tätbefolkat, med 96 invånare per kvadratkilometer. Närmaste större samhälle är Karamay, 3,6 km söder om Karamay Airport. Trakten runt Karamay Airport är ofruktbar med lite eller ingen växtlighet.
Genomsnittlig årsnederbörd är 248 millimeter. Den regnigaste månaden är juli, med i genomsnitt 71 mm nederbörd, och den torraste är mars, med 7 mm nederbörd.